# Вітково (Мазовецьке воєводство)
Вітково (пол. Witkowo) — село в Польщі, у гміні Рацьонж Плонського повіту Мазовецького воєводства.
Населення — 119 осіб (2011).
У 1975—1998 роках село належало до Цехановського воєводства.

## Демографія
Демографічна структура станом на 31 березня 2011 року:
|          | Загалом | Допрацездатний вік | Працездатний вік | Постпрацездатний вік |
| -------- | ------- | ------------------ | ---------------- | -------------------- |
| Чоловіки | 58      | 11                 | 43               | 4                    |
| Жінки    | 61      | 12                 | 36               | 13                   |
| Разом    | 119     | 23                 | 79               | 17                   |